# Issam Erraki
Issam Erraki (Rabat, 5 gennaio 1981) è un calciatore marocchino, centrocampista dell'IR Tanger.

## Carriera
Ha giocato varie stagioni nella massima serie dei campionati marocchino, emiratino e saudita. Con il Raja Casablanca ha preso parte alla Coppa del mondo per club FIFA 2013.

## Palmarès

### Club

#### Competizioni internazionali
- Coppa della Confederazione CAF: 1

Raja Casablanca: 2018